# A névtelen család
A névtelen család Jules Verne regénye, amely az Alsó-Kanadában élő franciák elszántságáról szól, akik az angolosítási
törekvések ellen küzdenek. Készek ezért akár még a törvénnyel is szembeszegülni. Céljuk, hogy kivívják függetlenségüket. A francia-pártiak vezetője Jean, a Névtelen, mindenhol ott van, ahol szervezésre van szükség. Senki sem sejti, hogy ezzel apja bűneiért vezekel, aki az 1825-ös felkelés árulója lett vérpadra juttatva társait. A könyv a francia függetlenségi háborúról és a Morgaz család tragédiájáról szól.
Az önfeláldozás dicsőítése hősöket nevel!